# Spermatozoïde humain
Le spermatozoïde humain est la cellule reproductrice (ou gamète) de l'homme. Lors de la fécondation, le spermatozoïde s'unit à un ovule. La combinaison des deux formera une cellule-œuf, qui se développera ensuite en embryon, puis en fœtus, et donnera naissance à un nouvel être humain.
Le spermatozoïde est une cellule haploïde, qui ne contient qu'un seul exemplaire de chaque chromosome. Son union avec l'ovule, lui aussi haploïde, permet de constituer une cellule-œuf diploïde, qui contient deux exemplaires (une paire) de chaque chromosome.

## Structure

Schéma annoté d'un spermatozoïde

Le spermatozoïde humain se compose de deux parties : la tête et le flagelle, séparées par le collet. Il est caractérisé par un minimum de cytoplasme. La mobilité du spermatozoïde est assurée à la fois par le flagelle, qui possède une trajectoire curviligne, mais aussi par une rotation de la tête de 180°. Sans la rotation de la tête, le spermatozoïde tournerait en rond.
Un éjaculat, allant de 1,5 à 5 ml de sperme, comporte de 200 à 300 millions de spermatozoïdes.

### La tête
Sa tête piriforme de 5 µm par 3 µm, se compose pour la plus grande partie d’un noyau à la chromatine extrêmement dense. C’est l'ADN le plus densément compacté connu chez les eucaryotes (plus de six fois plus condensé que les chromosomes mitotiques des cellules somatiques). Cette condensation est assurée par les protamines, protéines nucléaires s’insérant dans les petits sillons de la double hélice de l'ADN, chaque protamine étant unie à la suivante par des ponts disulfures. Le noyau dans sa partie postérieure se déprime pour former une fossette d’implantation à la plaque basale ou anneau postérieur (structure dense aux électrons). Le noyau est alors recouvert sur ses deux tiers antérieurs par l’acrosome (sac membranaire riche en enzymes importants lors de la fécondation) qui se prolonge en arrière par la cape ou feuillet post acrosomique.

### Le collet
Le collet (ou col) sépare la tête du flagelle. Il se compose du centriole proximal (formé de 9 triplets de microtubules dont l’axe est perpendiculaire à celui du flagelle), entouré de 9 colonnes segmentées qui seront à l’origine des 9 doublets de fibres dense du flagelle.

### Le flagelle
Le flagelle mesure en moyenne 60 µm de long. Il est constitué de trois parties : la pièce intermédiaire (contenant, entre autres, les mitochondries disposées en hélice et produisant l’énergie nécessaire à la mobilité de la cellule, l'axonème issu du centriole distal, et 9 fibres denses qui entourent l'axonème), la pièce principale (la plus longue et toujours formée de l'axonème, des fibres denses et de gaine fibreuse entourant l'axonème) et la pièce terminale (Uniquement formée de l'axonème).

## Formation des spermatozoïdes
Les spermatozoïdes sont formés au cours de la spermatogenèse et de la spermiogenèse, dans les tubes séminifères des testicules, par une succession de divisions cellulaires à partir des cellules germinales : mitoses, phase multiplicative, puis méiose, qui est le passage d'un patrimoine génétique double (2n) à un patrimoine génétique simple (n).
Des expériences de marquage cellulaire à la thymidine tritiée ont permis de constater que le phénomène dure environ 74 jours (soit approximativement deux mois et demi), et se fait par vagues successives.
Le processus débute pendant le développement embryonnaire, pour s'interrompre à la naissance puis reprendre à la puberté (entre 12 et 16 ans en moyenne chez l'homme) sous influence hormonale. Vers 40 ans, elle ralentit mais se poursuit jusqu'à la fin de la vie de l'homme.
Les testicules se différenciant vers la 7e semaine de vie embryonnaire, le phénomène ne peut pas commencer plus tôt. Des gonocytes primordiaux se divisent, par mitose, en spermatogonies.
À partir de la puberté, la spermatogenèse reprend :
Les spermatogonies sont de 3 types : les spermatogonies AD, AP et B. En fait les AD sont les cellules initiales de la spermatogenèse. Chaque AD se divise par mitose en 1 AD et 1 AP, la AD permettant de renouveler le stock. Ensuite, chaque AP se divise, là encore par mitose, en 2 spermatogonies B.
Ces dernières vont donner chacune, toujours par mitose, 2 spermatocytes de type I.
Étant donné qu'il s'agit de mitoses, toutes ces cellules ont 2n chromosomes et sont donc diploïdes.
Après une augmentation de volume, les spermatocytes I subissent une méiose. Au bout de la première division de méiose on a, pour chaque spermatocyte I, 2 spermatocytes de type II à n chromosomes donc qui sont haploïdes. Ceci est très important car c'est là que se fait la distribution des chromosomes sexuels X et Y, chaque spermatocyte II et ses descendants ayant, alors, soit 1 X soit 1 Y (sauf anomalie(s)).
Les spermatocytes II subissent la deuxième division de méiose et donnent chacun 2 spermatides dont chaque chromosome n’est fait que d'une chromatide, c’est-à-dire d'une seule molécule d'ADN.
Enfin, c'est au cours de la spermiogenèse que chaque spermatide donne 1 spermatozoïde.
Dans l'idéal, on devrait avoir, à partir d'une spermatogonie AP :
- d'abord 2 spermatogonies B (obtenues par mitose) ;
- puis 4 spermatocytes I (obtenus par mitose) ;
- puis 8 spermatocytes II (obtenus par méiose I) ;
- puis 16 spermatides (obtenues par méiose II) ;
- puis finalement 16 spermatozoïdes à la fin de la spermiogenèse, qui n’est pas une division mais une différenciation.

Cependant, in vivo, un nombre non négligeable de ces cellules dégénèrent par apoptose (environ 25 %), surtout entre les stades spermatocyte I et spermatide, ce qui fait que chaque spermatogonie AP ne donne pas forcément 16 spermatozoïdes.
Il faut également remarquer que toutes ces étapes sont observables en même temps au microscope, sur coupe transversale de tube séminifère, car elles se répartissent chronologiquement et de manière centripète.
Ainsi, les cellules les plus externes sont des spermatogonies et les plus centrales (dans la lumière des tubes c’est-à-dire l'espace « vide » au centre) sont les spermatozoïdes.
Il faudrait en moyenne 12 jours (de 1 jour au minimum à 21 jours au maximum) pour que le spermatozoïde soit transporté du testicule à l'éjaculat.

## De l'éjaculation à la fécondation: le parcours des spermatozoïdes
Lors des rapports sexuels les spermatozoïdes sont propulsés dans le vagin par l'éjaculation du sperme.
Ils se retrouvent alors devant l'entrée du col de l'utérus, dans le vagin : le fornix vaginal. Les sécrétions vaginales étant plutôt acides, de nombreux spermatozoïdes meurent dans les premiers temps de leur trajet, malgré la protection du liquide séminal, légèrement alcalin, dans lequel ils baignent.
Le « but » des spermatozoïdes est d'atteindre l'ovocyte, ce dernier étant près de l'ovaire qui l'a expulsé, dans la partie ampoulaire (ampoule tubaire) de la trompe adjacente. C'est à ce niveau qu'a lieu la fécondation. Différentes hypothèses sont proposées pour expliquer l'orientation des spermatozoïdes vers l'ovocyte : 
- Chimiotaxie : le corps jaune des ovaires et les cellules folliculaires de l’ovocyte sécrètent de la progestérone qui stimule le récepteur CatSper (en) situé sur le flagelle des spermatozoïdes, ces derniers dirigeant leurs mouvements en fonction de la concentration de cette molécule. De plus la progestérone hyperactive le flagelle des spermatozoïdes dont les mouvements sont rendus plus puissants[2].
- Thermotactisme et rhéotaxie négative des spermatozoïdes qui nagent à contre-courant[3].

Pour y arriver les spermatozoïdes doivent parcourir successivement :
- Le col de l'utérus, bloqué par la glaire cervicale, ou cervix uteri ;
- La cavité utérine, plus « hospitalière » pour les spermatozoïdes du fait de ses sécrétions alcalines ;
- La trompe utérine où est l'ovule, mais pas l'autre. En effet, 50 % des spermatozoïdes se retrouvent dans la trompe sans ovule.

Tous n'y arriveront pas. Parmi les quelque 200 millions de spermatozoïdes éjaculés, quelques milliers seulement traverseront la trompe.
La glaire cervicale est un réseau de mucopolysaccharides dont la structure varie en fonction du cycle ovarien de la femme. Le mucus est très perméable 2 à 3 jours avant l'ovulation du fait de la sécrétion d’œstrogène par le follicule mûr, mais il s'imperméabilise juste après l'ovulation en raison de la sécrétion de progestérone du corps jaune (ex follicule). Ce mécanisme permet de ne féconder qu'un ovocyte fraichement ovulé, car si fécondation il y a, les spermatozoïdes ne peuvent qu'être déjà dans les voies génitales féminines au moment de l'ovulation.
À ce stade, des spermatozoïdes se retrouvent bloqués dans des cryptes cervicales, qui sont des replis de la muqueuse interne du col. Il reste donc des spermatozoïdes dans le tractus génital féminin après les rapports pendant environ 48 heures mais rarement plus, car les spermatozoïdes ont une durée de vie limitée (2 jours en moyenne, maximum 5 jours). Ce système de réservoir permet un relargage des spermatozoïdes d'environ 72 heures.
La glaire fait aussi office de filtre car des spermatozoïdes ayant des malformations auront plus de difficultés à passer les « mailles du filet ».
Le parcours du col de l'utérus est très important car c'est là que les spermatozoïdes subissent la capacitation, qui est une maturation fonctionnelle de ces derniers.
Elle consiste en un remaniement de leur membrane plasmique avec notamment une baisse de la quantité de cholestérol, ce qui augmente la fluidité membranaire. Cette étape est un préalable à la réaction acrosomiale, indispensable à la fécondation. 
La capacitation se manifeste, entre autres, par un mouvement hyperactivé des spermatozoïdes (due à une augmentation de la concentration des ions Ca2+ dans le cytoplasme), correspondant à une augmentation des battements flagellaires et une trajectoire typique en forme de créneau. D'ailleurs, les spermatozoïdes n'ayant pas ce type de trajectoire ne peuvent pas passer la glaire cervicale qui est comme un filet dans les mailles duquel ceux qui se déplacent en ligne droite se prennent forcément.
Le risque pour un spermatozoïde capacité est qu'il effectue sa réaction acrosomiale spontanément avant de rencontrer l'ovule.
Dans ce cas, il ne sera pas fécondant, mais aura probablement facilité la voie à d'autres.
Chose importante, les spermatozoïdes ne subissent pas tous la capacitation en même temps.
De cette manière, les plus « en retard » dans leur maturation peuvent avoir plus de chances d'effectuer leur capacitation puis leur réaction acrosomiale peu de temps avant la rencontre de l'ovule et d'être le spermatozoïde fécondant.
Lors de la fécondation, les mitochondries des spermatozoïdes sont détruites par la cellule œuf. Il en résulte une conservation des mitochondries maternelles, ce qui est utile lors des études généalogiques. Il a cependant été récemment découvert que l'ADN mitochondrial peut être recombinant.

## Sélection du spermatozoïde fécondant
Contrairement à une idée autrefois répandue, et comme le montrent les vidéos de spermatozoïdes entourant l'ovule, le premier spermatozoïde arrivé auprès de l'ovule n'est pas toujours celui qui le féconde. Chez de nombreuses espèces, plusieurs spermatozoïdes au contact de l'ovule « mettent en commun » le contenu de leurs acrosomes, c'est-à-dire des enzymes, pour rendre la membrane de l'ovule perméable à un seul d'entre eux.
La chimio-attraction ou chimiotaxie du spermatozoïde par l'ovule permet la rencontre des gamètes. 
Elle est expérimentalement démontrée chez des espèces animales à fécondation externe comme l'oursin, l'ascidie ou des méduses.  La chimiotaxie est clairement documentée chez certains vertébrés (harengs par exemple), mais reste sujette à débats pour les mammifères. 

Des molécules émises par l'ovule seraient perçues par le spermatozoïde à extrêmement faibles concentrations (de type hormonale), chaque espèce reconnaissant sa signature propre. La chimiotaxie n'est efficace qu'à proximité immédiate de l'ovule qui attire ainsi graduellement un groupe croissant de spermatozoïdes en augmentant les chances de rencontre des gamètes.

## Détermination du sexe
Le sexe d'un individu est déterminé par le système XY : les femmes possèdent deux chromosomes X (XX) tandis que les hommes possèdent un chromosome X et un chromosome Y (XY). L'ovule contient toujours un chromosome X, tandis que le spermatozoïde contient un chromosome X ou un chromosome Y. C'est donc le spermatozoïde fécondant qui déterminera le sexe de l'enfant à naître : s'il contient un chromosome X, l'enfant sera une fille (XX), s'il contient un chromosome Y, l'enfant sera un garçon (XY).
Par conséquent le sexe de l'enfant est déterminé dès la fécondation, et aucun comportement ou régime alimentaire pendant la grossesse ne peut le modifier.
Dans les années 1970, Landrum Shettle a proposé une méthode présentée comme scientifique pour favoriser l'un ou l'autre sexe, basée sur l'idée que les spermatozoïdes « Y » étaient plus rapides mais plus fragiles que les spermatozoïdes « X », et qu'ils étaient également défavorisés dans un environnement acide. La Méthode Shettle consiste ainsi à choisir le moment du cycle, la position des partenaires et même l'opportunité de l'orgasme féminin en fonction du sexe souhaité pour l'enfant.
Une étude scientifique a cependant montré en 1995 que le sexe de l'enfant ne dépend pas du moment du cycle , discréditant largement les fondements scientifiques de la Méthode Shettle.

## Normalité et anomalies

### Qu'est-ce qu'un spermatozoïde normal?
L'andrologie considère comme normal des spermatozoïdes dont les caractéristiques correspondent à celles des spermatozoïdes étudiés après avoir été collectés dans le mucus cervical pré-ovulatoire qu'ils ont réussi à atteindre. Les autres spermatozoïdes, quelles que soient leurs anomalies physiques ou de motilité ont été freinés ou retenus par le filtre naturel que constitue le mucus cervical. Le pourcentage et le nombre de spermatozoïdes « normaux » sont considérés comme prédictifs du pouvoir fécondant du sperme.
Un spermatozoïde normal est caractérisé par :
- une tête ovale au contour régulier, avec une longueur (grand axe) de 5 µm et une largeur (petit axe) de 3 µm ; une longueur et/ou largeur de tête légèrement plus petites ne sont pas considérées comme anormales si le  rapport grand axe / petit axe reste proche de 1,66 (de 1,33 à 2)
- un acrosome correspondant à 40 à 70 % de la surface de la tête. Son contour doit être régulier et sa texture homogène.
- une  pièce intermédiaire, à peine visible en microscopie conventionnelle qui doit être bien alignée par rapport à l'axe de la tête, et mesurer de 1,5 à 1,9 fois la longueur de la tête, pour un diamètre de 0,6 à 0,8 µm. Son contour doit être régulier et sa texture homogène. Un léger résidu cytoplasmique à ce niveau n'est pas un critère d'anormalité.
- une  pièce principale (l'essentiel du flagelle) mesurant environ 10 fois la longueur de la tête (soit 45 µm) pour un diamètre de 0,4 à 0,5 µm. Son aspect doit être homogène et son contour régulier.

Sous le microscope, le spermatozoïde n'est pas toujours parallèle au plan ; l'observateur doit donc faire varier la profondeur de champ de l'image grâce à la vis micrométrique pour bien observer toute la longueur du gamète, y compris son flagelle. Un grossissement de 1700x au moins est nécessaire à une bonne observation (On peut cependant observer la présence de spermatozoïdes dans le liquide séminal dès 100x).

### Anomalies ou atypies
Lors d'un examen médical au cours duquel sont analysées les différentes caractéristiques du sperme, examen appelé spermogramme, il peut être révélé qu'un nombre important de spermatozoïdes soient anormalement constitués ; on parle de tératozoospermie quand moins de 50 % (ou moins de 30 % pour certains auteurs et l'OMS) des spermatozoïdes sont normaux. 
Un diagnostic affiné classe les spermatozoïdes selon leurs anomalies fonctionnelles (spermatozoïde immobile ou peu mobile) et/ou en quatre catégories selon certains types d'anomalies physiques :
- Anomalies de la tête, avec comme sous-catégories :
  - microcéphalie ;
  - macrocéphalie ;
  - tête anormalement allongée ;
  - tête irrégulière.
- Anomalie de la pièce intermédiaire :
  - restes cytoplasmiques ;
- Anomalies du flagelle :
  - flagelle angulé ;
  - flagelle enroulé.
- Formes doublées :
  - en notant les parties qui sont doublées.

En laboratoire, pour les besoins de certains tests, les spermatozoïdes peuvent être séparés du plasma séminal par centrifugation (à 600 g durant 5 minutes), puis lavés (par exemple par deux passages de 5 minutes dans du Tyrode.
Le pouvoir fécondant de spermatozoïde humain est parfois testé sur des ovules d'autres espèces, dont celles de hamster.

## Infections bactériennes ou virales de spermatozoïdes
On a observé in vitro au microscope que des bactéries de type mycoplasme ( M. genitalium) peuvent se fixer sur des spermatozoïdes par leur pointe (connue pour disposer d'une protéine adhésive, ce que confirme la microscopie à rayons X). En présence de la bactérie, les mycoplasmes se fixent sur la tête, la pièce intermédiaire et la queue des spermatozoïdes.
On observe généralement une immobilisation du spermatozoïde quand plusieurs bactéries s'y sont fixées, mais certains spermatozoïdes restent mobiles et se montrent capables d'ainsi transporter M.genitalium (dans ce cas, les mycoplasmes sont plutôt fixés à la pièce intermédiaire ou dans la région du cou et parfois, M.genitalium a été vu sur la tête, mais non sur la queue du spermatozoïde).
A la surface des spermatozoïdes se trouve la molécule d'héparane sulfate à laquelle s'attachent les particules virales, notamment celle du VIH (Virus de l’Immunodéficience Humaine) pouvant aboutir au SIDA.

## Prospective
Face au déclin de la spermatogenèse observé chez un nombre important d'hommes, et aux problèmes croissant de fertilité chez les couples désirant des enfants, des chercheurs s'intéressent au clonage et à la possibilité de produire des spermatozoïdes à partir de cellules-souches, éventuellement féminines. L'université de Newcastle, travaillait ainsi en 2008 selon le magazine New Scientist, à la production de spermatozoïdes mâles à partir de cellules-souches de femmes adultes, pendant que d'autres équipes travaillent sur des œufs mâles issus de cellules-souches venant de la moelle osseuse susceptibles de créer des gamètes mâles ou femelles. L'équipe anglaise menée par Karim Nayernia (en), médecin iranien, aurait déjà créé des spermatogonies (précurseurs de la spermatogénèse) selon les magazines New Scientist et Telegraph. 
En avril 2007, Des chercheurs allemands de l'université de Göttingen, autour de Karim Nayernia, ont transformé des cellules de moelle osseuse d'un homme adulte en spermatogonies. En 2006, ils avaient déjà obtenu des spermatozoïdes capables de féconder des ovules, chez des souris via des cellules-souches transformées en spermatogonies, après que ces dernières ont été injectées dans le testicule d'une autre souris. Outre la question éthique, ces recherches pourraient être confrontées à l'impossibilité de se passer du chromosome Y absent chez les femmes, et peut-être indispensable à la spermatogénèse.

#### Gonades
- Gamète, Gamétogénèse
- Ovaire, ovules
- Ovogenèse
- spermatogonies
- Cellules de Leydig
- Cellules de Sertoli
- spermatogenèse, Spermiogenèse
- Spermatozoïde
- Sperme
- Spermocytogramme
- Spermoculture
- Compétition spermatique

#### Système hormonal
- Système endocrinien
- Hormone
- Testostérone
- Gonadostimulines
- Hypophyse
- Glande surrénale
- Hormone lutéinisante ou LH (contrôle la sécrétion pulsatile de testostérone)
- Hormone folliculo-stimulante ou FSH
- Perturbateur endocrinien
- Fécondation assistée

#### Malformations, anomalies
- Diphallia et triphallia
- hypospadias
- micropénis
- distance ano-génitale (indice chez le garçon d'exposition prénatale à des hormones féminisantes)
- Délétion de la spermatogenèse
- tératospermie
- azoospermie
- asthénospermie
- oligoasthénotératospermie ou oligospermie
- Nécrospermie
- Cryptozoospermie

#### Cancers
- cancer du testicule
- cancer de la prostate
- Cancer du sein
- cancer de l'ovaire
- cancer de l'utérus

#### Médecine, Recherche
- santé reproductive, santé-environnement
- Fertilité
- Reproduction (biologie), Procréation
- Fécondation in vitro
- clonage
- CECOS, Donneur de sperme, Banque du sperme

#### Divers
- Liquide amniotique
- Placenta